# Hyllus keratodes
Hyllus keratodes är en spindelart som först beskrevs av Alexander Willem Michiel Van Hasselt 1882.  Hyllus keratodes ingår i släktet Hyllus och familjen hoppspindlar. Inga underarter finns listade i Catalogue of Life.